# From the Very Depths
Albums de Venom
Fallen Angels
(2011)
From the Very Depths est le quatorzième album studio du groupe britannique de heavy metal Venom sorti le 25 janvier 2015 sur le label Spinefarm Records.

## Liste des chansons
| No  | Titre                      | Durée |
| --- | -------------------------- | ----- |
| 1.  | Eruptus                    | 1:01  |
| 2.  | From the Very Depths       | 3:54  |
| 3.  | The Death of Rock 'N' Roll | 3:09  |
| 4.  | Smoke                      | 5:01  |
| 5.  | Temptation                 | 3:52  |
| 6.  | Long Haired Punks          | 4:02  |
| 7.  | Stigmata Satanas           | 3:26  |
| 8.  | Crucified                  | 4:06  |
| 9.  | Evil Law                   | 5:03  |
| 10. | Grinding Teeth             | 4:11  |
| 11. | Ouverture                  | 1:16  |
| 12. | Mephistopheles             | 4:06  |
| 13. | Wings of Valkyrie          | 4:00  |
| 14. | Rise                       | 4:34  |

## Crédits
- Cronos: chant, basse
- Rage : guitare
- Dante : batterie